# مسار ليلوار

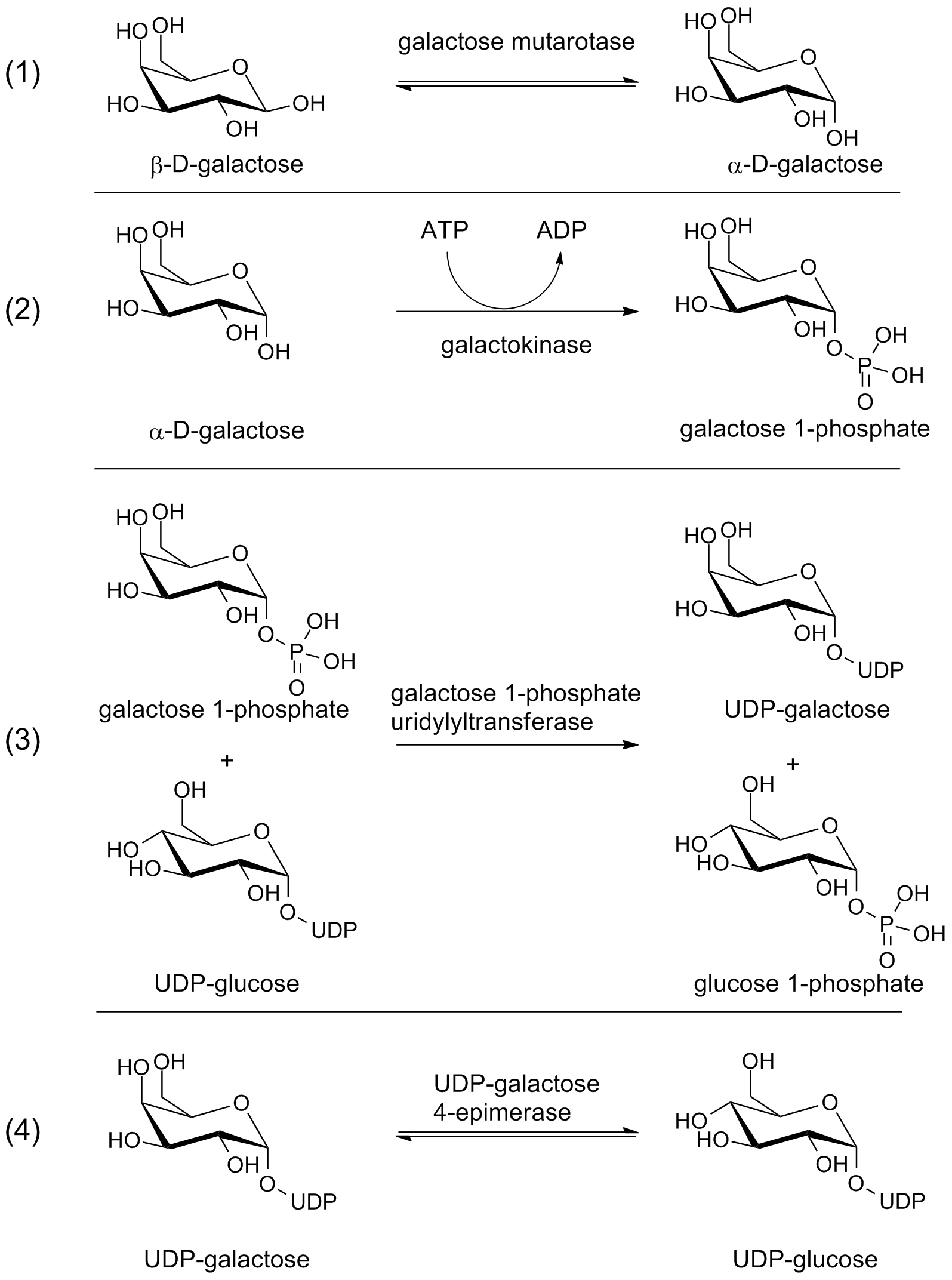
وسيطة والإنزيمات في مسار Leloir الأيض اللبن

مسار ليلوار Leloir pathway هو مسار مسار أيضي للهدم الجلوكوز D. سميت باسم لويس فيديريكو لولوار .

## المسار
- في الخطوة الأولى ، يتم mutarotase galactose تحويل gal- D -actactose إلى α- D -actactose لأن هذه هي الطبيعة النشطة له في مساره.
- في الخطوة الثانية، يتم فسفرة α- D- باللكتوز بواسطة غلاكتو كاينيز إلى <galactose 1-phosphate>.
- في الخطوة الثالثة ، يقوم جالاكتوز -1-فوسفات يوريديل الترانسفيراز إلى UDP-galactose باستخدام UDP-glucose كمصدر لل diphosphate uridine .
- أخيرًا ، يقوم UDP-galactose 4-epimerase بإعادة تدوير UDP-galactose إلى UDP-glucose لتفاعل transferase. بالإضافة إلى ذلك، فسفوغلوكوموتاز يحول D-الجلوكوز 1-فوسفات إلى D -glucose 6 فوسفات.[2][3][4][5][6]

## انظر ايضا
- Anomer
- Mutarotation
- Epimer
  - Epimerase